# Meinrad Spieß
Meinrad Spieß (Honsolgen, Baviera, 24 d'agost de 1683 - Yrsee, 12 de juny de 1761) fou un compositor musical i eclesiàstic alemany.
Morí en el convent Benedictí d'Yrsee, del qual n'era prior. En aquest convent professà el 1702 i s'ordenà de sacerdot el 1708. Dos anys més fou enviat a Múnic per acabar la seva educació musical, i de 1712 a 1749 o 1750desenvolupà el càrrec de director de música d'aquell convent.
Publicà: Antiphonarium Marianum, per a soprano i tiple, amb acompanyament d'instruments de corda i orgue (1713); Cithara Davidis (1717), Salms per a Vespres a 4 veus, amb acompanyament d'instruments d'arc i orgue; Philomele ecclesiastica, motets a una veu amb dos violins i orgue; Cultus latreutico-musicus, que comprèn 6 misses i 2 Rèquiem a 4 veus, amb instruments d'arc i orgue; Laus Dei in Sanctis ejus (1723); Hyperdulia musica (1726); 12 sonates per a dos violins, viola i orgue (1734), i Tractus musicus compositoriopracticus d. h. Musikalischen Traktat (1746).